# Sanctuaire d'Arantzazu
Pour les articles homonymes, voir Arantzazu.
Le sanctuaire de Notre-Dame d'Arantzazu est un sanctuaire marial situé dans la municipalité d'Ognate au Guipuscoa, dans le Pays basque (Espagne). On y vénère la Vierge d'Arantzazu, patronne de cette province.
Il se trouve à une altitude de 750 m, entouré de montagnes et de végétation. La Vierge y serait apparue en 1469. Depuis 1514, des religieux de l'ordre des Franciscains y résident. Sa basilique, construite dans les années 1950, est une œuvre architecturale, sculpturale et artistique de grande importance dans laquelle ont travaillé d'éminents artistes de renommée internationale.

## Étymologie

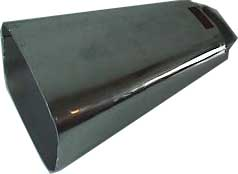
Sonnaille

Le nom du sanctuaire, du lieu et de la Vierge font référence à la légende de son apparition. En effet, le mot arantzazu vient du basque "lieu d'épines" en référence à l'existence de nombreux arbustes épineux en cet endroit.
Esteban de Garibay, dans son ouvrage Compendio historial de las Crónicas y universal historia de todos los Reynos de España (1628), prétend que la Vierge serait apparue à une jeune fille nommée Maria de Datuxtegui. Dans ce même livre, il donne une autre version plus connue. Ce récit a été recueilli de la bouche même d'une personne, qui aurait connu un berger nommé Rodrigo de Balzategui. Ce berger aurait découvert une petite image de la Vierge avec son enfant dans ses bras, cachée dans une touffe d'épines, près d'une sonnaille. À sa vue, il se serait écrié :
« Arantzan zu ? »,

« Dans les épines, toi ? »
Cette légende se retrouve dans la première histoire écrite par le Franciscain Gaspar de Gamarra vingt ans plus tard, en 1648:

Elle s'appelle Aránzazu en bon langage cantabro-basque, parce que cette image sainte a été trouvée dans des épines, qui dans cette langue se dit "Aranza", auquel a été ajouté le mot "zu". Ce qui s'est passé à mon avis lors de la découverte mystérieuse de cette marguerite souveraine est que le berger, rempli d'admiration en voyant une image si belle et resplendissante de la Très Sainte Marie qui faisait son trône dans des épines, lui dit avec des sentiments venant du cœur : Arantzan zu ?, comme pour dire : Vous, Madame, Reine des Anges, Mère de Dieu, avocate des pécheurs, refuge des affligés, à qui l'on doit tant de vénérations et d'adorations, alors que vous méritiez d'être comme vous êtes au ciel sur un trône de Séraphins, bien plus coûteux et ostentatoire que celui que Salomon avait fait pour son repos. Vous, Madame, dans des épines ?
L'historien Père Lizarralde, qui a conçu le blason du sanctuaire, se fonde pour cela sur cette légende, en dessinant une épine sur laquelle jaillit une étoile, dont la lumière effraie un dragon, l'envoyant dans les abîmes. On peut y lire "Arantzan zu".

## Situation

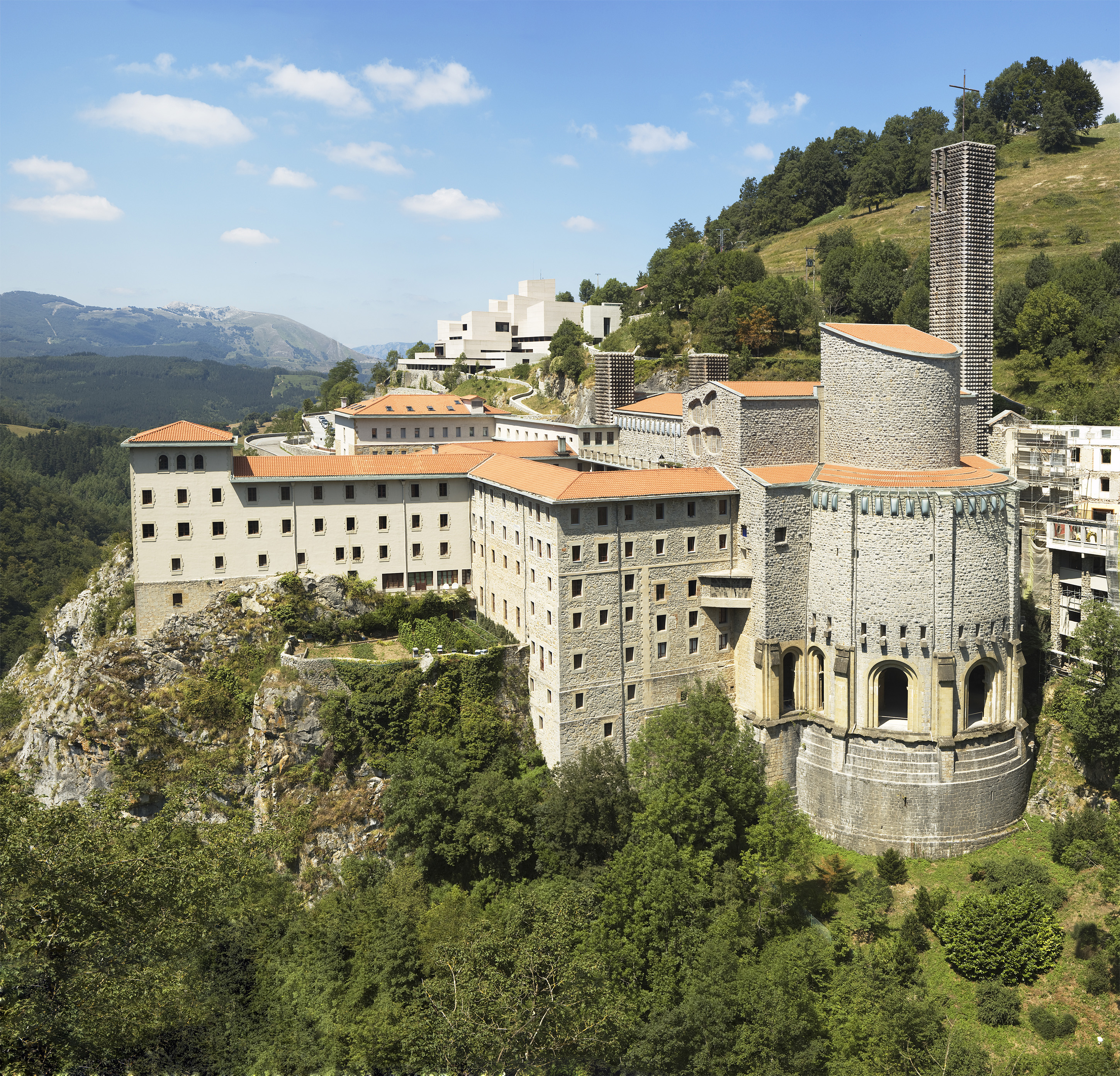
Vue extérieure de l'abside
du sanctuaire d'Arantzazu.

Le sanctuaire catholique est à 10 km d'Oñati (Guipuscoa), au milieu d'une succession de ravins et cavités, montagnes rocailleuses et petits cours d'eau qui se perdent au fond de la vallée, en bas de l'édifice du sanctuaire.
De nombreuses sierras convergent vers ce lieu, notamment la sierra d'Elguea, celle d'Aitzkorri, celle d'Aitzgorri (1 528 m), ou encore le massif d'Aloña, coupé par un grand précipice dans lequel coule la rivière et sur lequel se dressent les pics de Aitzabal, Beitollotsa et Gazteluaitz.
La route menant au sanctuaire pénètre dans les montagnes calcaires escarpées, au-dessus du Rio. Peu après la sortie d'Oñati, un panorama s'ouvre sur l'ensemble urbain, depuis le balcon naturel qu'offre le haut de Urtiagain. À partir de là, la route est parsemée de points religieux, figurines de la Vierge, chapelles. Sur certains tronçons de la montée on peut voir l'ancienne chaussée qu'empruntaient les pèlerins. Cette route a notamment été suivie par Ignace de Loyola, pour aller voir celle qu'il considérait comme sa mère. Des grottes se trouvent près des fermes et des anciens établissements pour les pèlerins et indiquent la proximité du lieu marial. Après avoir passé le bord d'un profond précipice, on aperçoit les édifices qui composent le complexe monastique, parmi lesquels se détache la basilique, avec sa façade et sa tour impressionnantes.
La grande place (dont une partie sert de parking) est disposée entre les austères murs du séminaire franciscain et le ravin. En face, à droite de la route, se trouve la basilique, avec une grande façade encerclée par deux tours jumelles et protégée par la tour au clocher, sur sa gauche. Le bas de cette façade, dessinée par Oteiza, se situe au niveau inférieur du chemin. De grandes marches donnent l'accès aux grandes portes en fer. La frise représentant les apôtres, au nombre de quatorze, reste en conséquence au même niveau que la voie. Les tours, construites dans de gros blocs de calcaire taillés en pointe de diamant symbolisent les épines.
Au bas de cette basilique se trouve une ancienne chapelle transformée en crypte qui renferme une œuvre picturale avant-gardiste dans ses murs. Le lieu se trouve à 700 m d'altitude, accroché à une profonde vallée. C'est un point de départ pour de nombreuses randonnées, dont le massif d'Aitzkorri. Dans cette zone datant du Crétacé se trouvent de nombreuses grottes, des précipices et des puits.

## La vierge d'Arantzazu
La statue de la vierge d'Arantzazu est taillée dans la pierre avec un profil gothique et un dessin simple. Dans la main droite elle tient une boule, symbolisant le monde, et dans la gauche, un enfant, assis sur sa jambe. Elle mesure 36 cm et pèse 9 kg. Son visage est décrit comme celui d'une villageoise, paysanne, saine, au long cou et à la poitrine généreuse. L'enfant n'est pas aussi bien travaillé. Il a un air byzantin et porte un fruit dans sa main gauche. Ils sont représentés assis sur un tronc d'épines blanches avec une sonnaille à leurs côtés.

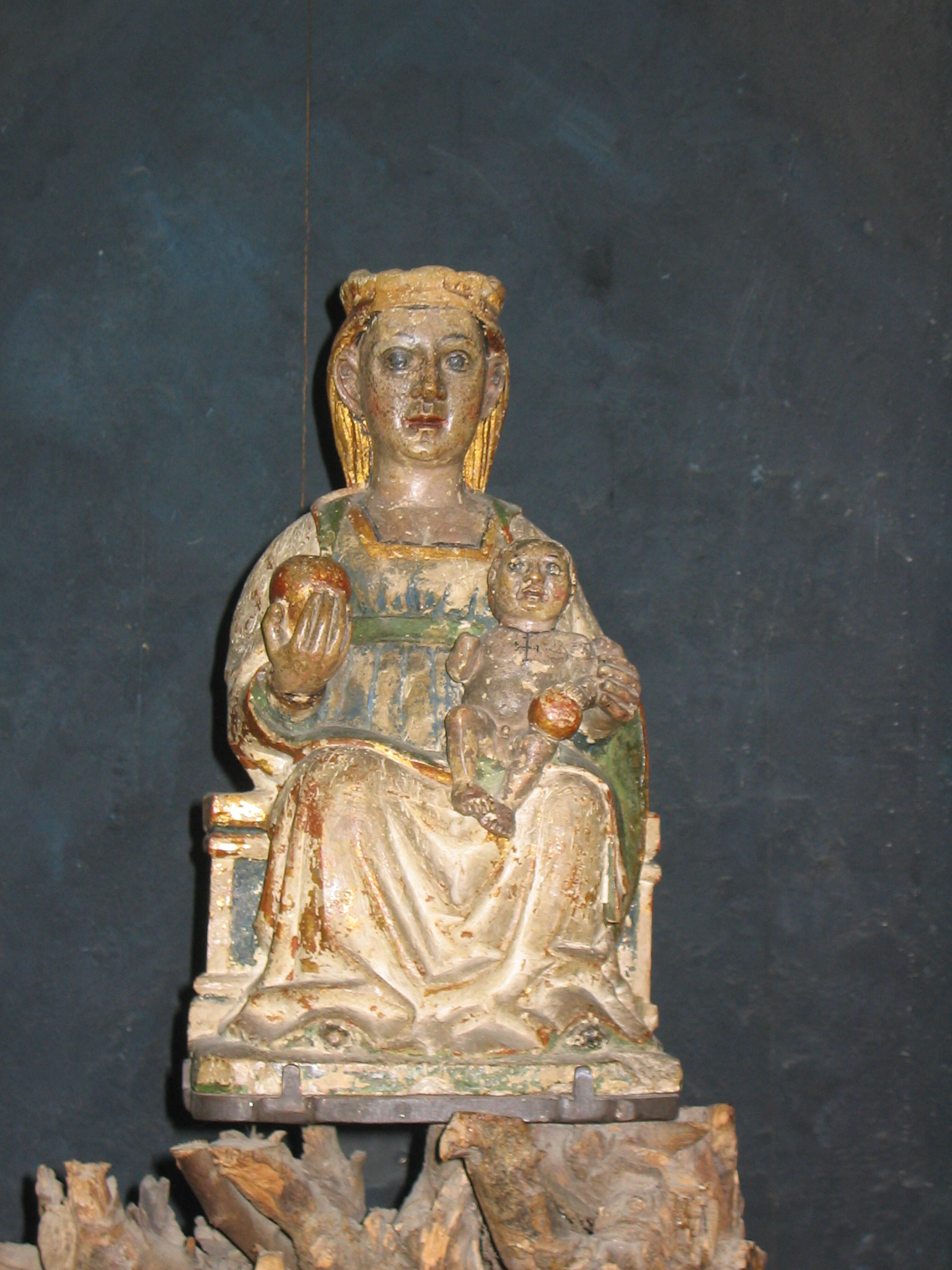
Vierge d'Arantzazu.
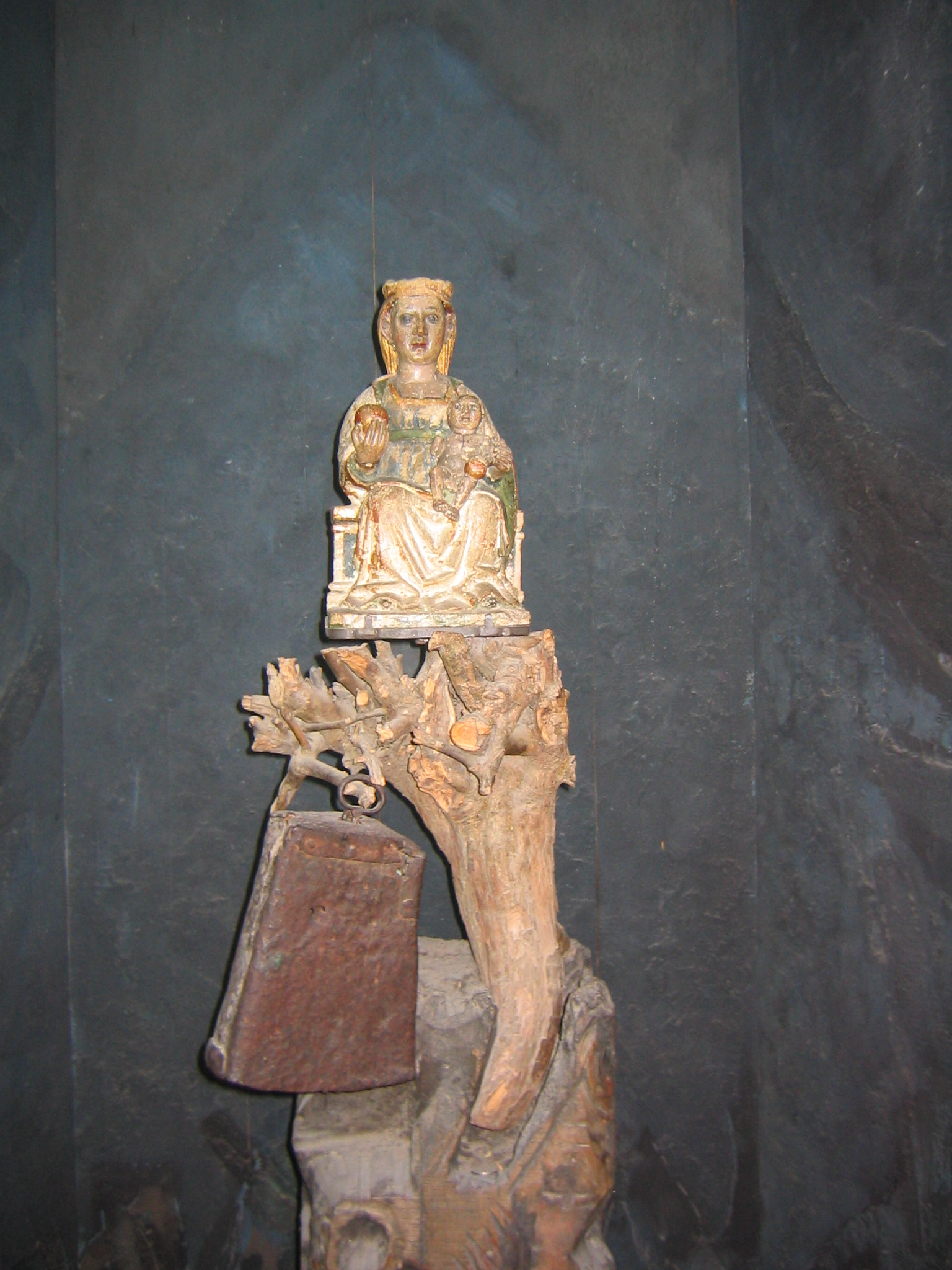
La Vierge sur l'épine avec sa sonnaille.

## Histoire
L'histoire du sanctuaire catholique est peu riche de reliques et de documents, notamment à cause de la perte d'une bonne partie du patrimoine au XIXe siècle.

### Débuts
Durant la première partie du XVe siècle, des guerres dans différents territoires du Pays basque, opposant les factions oñacinos (oñaciens) et les gamboinos (gamboins), ont mené le pays à la ruine. À la même époque, il y a une grande sècheresse, que certains attribuent à une punition divine à cause des atrocités de la guerre. C'est alors qu'apparaît l'image de la Vierge sur le mont Aloña.
D'après la légende de la découverte de la Vierge par Rodrigo, celui-ci descend au village, où se déroulent des prières publiques pour que cesse la sècheresse. Il raconte aux villageois sa découverte en leur disant qu'ils doivent aller en procession, jusqu'au lieu où il a trouvé l'image, pour qu'il commence à pleuvoir. C'est ce qu'il se produit lorsqu'ils descendent l'image de la Vierge au village.
Une confrérie d'Arantzazu a été constituée par ceux qui forment la noblesse d'Oñati. Cette confrérie, qui à ses débuts est uniquement composée par le voisinage d'Oñati et d'Arrasate, disparaît en 1834.
Juana de Arriarán appuie économiquement la construction du sanctuaire catholiquet construit une pension pour pèlerins à côté de l'ermitage de la Vierge. Elle demande aussi à son fils, Pedro de Arriarán, moine de l'ordre de Notre-Dame de la Merced, de s'installer avec d'autres moines et d'ériger un monastère, avec la permission du comte d'Oñate. La communauté s'installe à Arantzazu en 1493.
L'ordre de Notre-Dame de la Merced abandonne le monastère assez rapidement. Pedro de Arriarán tente de donner la charge des installations aux Franciscains pour que ceux-ci l'incorporent dans la province franciscaine de Castille mais le projet n'aboutit pas. Ce sont les Dominicains qui prendront en charge le couvent et le sanctuaire.
En 1510, le frère Domingo de Córdova Montemayor est nommé prieur. Les Franciscains entament un procès avec les Dominicains pour la propriété du monastère. Ils obtiennent un jugement favorable par le Tribunal de la Rota en 1512. Deux ans plus tard, le 22 avril 1514, les installations sont rendues aux Franciscains. L'ordre des Jéronimos engage également un procès pour prendre possession du complexe spirituel. C'est Juana de Arriarán en personne qui défend l'ordre devant la reine Jeanne la Folle et appelle les Jeronimes au sanctuaire. Cet épisode est consigné dans une bulle du pape Léon X.

### Premier incendie
En 1553, les installations sont entièrement terminées dans leur fonctionnement. Mais un incendie va entièrement les détruire. Le responsable provincial des Franciscains, dans une lettre envoyée à Ignace de Loyola, décrit les faits de cette manière :
Et c'est tout ce couvent avec tout ce qui se trouvait à l'intérieur qui s'est embrasé et a brûlé entièrement, excepté l'église qui miraculeusement resta préservée. Les religieux ont pu se réfugier, sans être brûlés, sur un rocher, par la grâce particulière de Notre-Dame. Cela survint en raison d'un défaut du bâtiment de la cuisine : comme il se trouvait au-dessus d'un vide, le feu pénétra par le bas sans être remarqué jusqu'à ce qu'il fût trop tard pour y porter aucun remède, et sans qu'on ne pût obtenir l'aide de personne dans une telle solitude sauvage 
Dans cet incendie sont perdus les archives et les ex-votos qui étaient conservés dans le cloître, témoignages de reconnaissance des gens qui se rendaient en ce lieu en quête de réconfort. Avec la collaboration et la donation des fidèles et des nobles, ainsi que de beaucoup d'institutions, la municipalité d'Oñati verse une donation de 300 ducats d'or pour la construction d'un nouveau couvent. Selon l'historien Esteban de Garibay, il est bien mieux bâti que le précédent, et ceci en très peu de temps. Dès 1567, l'ouvrage est terminé et on commence à planifier la restauration de l'église qui avait été sauvée. Seule la construction du nouvel autel et du porte-croix prend encore 18 ans. En 1621, on transfère la Vierge sur le nouvel autel. Les autorités catholiques de Rome accordent un jubilé solennel et la célébration de divers actes festifs et liturgiques amènent des fidèles de tout le Pays basque et de la Navarre. Les cérémonies sont célébrées en espagnol et en basque.

### Second incendie

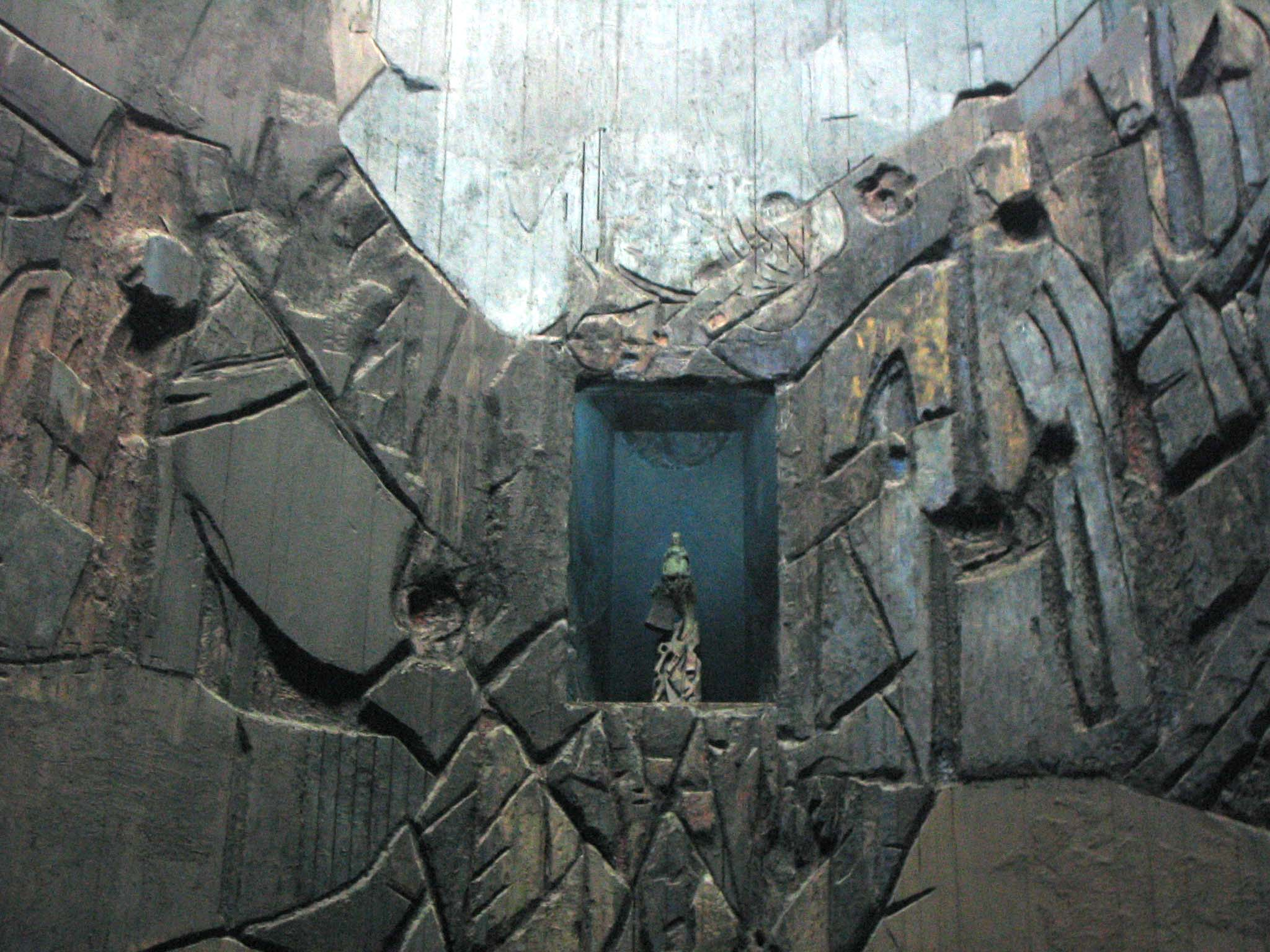
Vierge d'Arantzazu dans son autel.

Le 22 juillet 1622, peu après l'inauguration de la nouvelle église, un autre incendie dévaste les installations. La Vierge est sauvée des flammes mais tout le reste est détruit. Un témoignage écrit relate les faits de cette manière :
On ne peut exprimer avec des mots le trouble du cœur et l'affliction de l'esprit que nous causa à tous ce que nous vîmes, nous plus de quatre-vingt religieux qui nous trouvions alors en ce saint couvent, pleins de frayeur et d'épouvante, sans aucun réconfort ni abri, dispersés ce soir-là dans la montagne, bien que la plupart d'entre nous se rassemblèrent pour veiller et assister la très sainte image.
À la suite du nouvel incendie, on recommence la construction des installations. De nouveau, l'appui des fidèles et des autorités est fondamental pour mener à bien les travaux. Cette fois, on gagne du terrain sur le précipice en réalisant une partie de l'ouvrage au-dessus du vide. Comme le dit le père Luzuriaga :
L'art céda à la disposition souveraine, et la nature de la montagne s'assujettit au bras et au niveau supérieur de notre science, il semble qu'avec un secours singulier elle aida à tracer et disposer sur les précipices de la profondeur les ciments sur lequel s'élève l'église.
La nouvelle église compte deux chapelles superposées, la supérieure dédiée au service de la Vierge. Les installations sont habillées de diverses œuvres d'art que Luzuriaga en personne qualifie de richissimes et de joyaux artistiques. La Vierge est placée derrière un voile très fin, que deux religieuses lèvent à la demande des pèlerins, et entourée de douze chandelles. Tant l'autel que le chœur sont bien travaillés. Dans le chœur, on fait construire un orgue par un frère du couvent, Juan de Tellería, qui est déjà très réputé comme maître facteur d'orgue. À l'église succède la construction d'autres dépendances comme l'hôtellerie pour pèlerins et un amphithéâtre.

### LeXIXesiècleet le troisième incendie

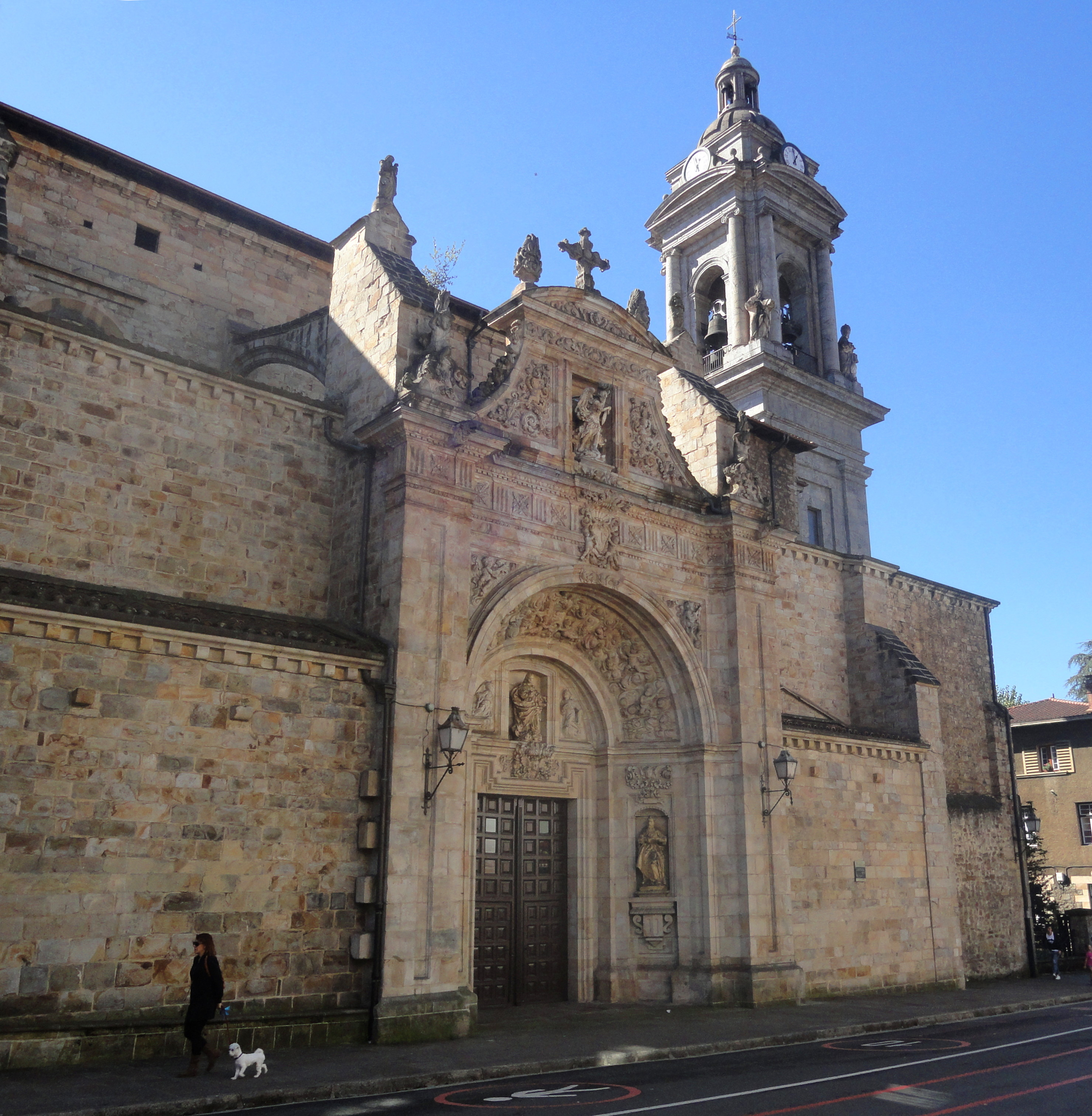
Église de Saint-Michel d'archange d'Oñati.

Le XIXe siècle est très peu favorable au sanctuaire guipuscoan. Le 9 août 1809, le roi Joseph Bonaparte, frère de Napoléon Bonaparte et installé par ce dernier, signe un ordre qui supprime les ordres religieux et saisit leurs biens. Le 9 septembre, la mairie d'Oñati ordonne l'exécution de la loi et le déménagement des installations du sanctuaire. Il ne reste plus que le prêtre Javier de Aguirre. Quelques mois plus tard, en décembre, on nomme le chapelain Jose Manuel de Uralde, qui assume ses fonctions avec un cortège de 15 religieux originaires d'Oñati.
Le 2 juillet 1810, on transfère l'image de la vierge d'Arantzazu à l'église paroissiale Saint-Michel d'Oñati. Le 24 avril 1811, on arrête neuf religieux du monastère que l'on emmène à Vitoria-Gasteiz (Alava) et Monmendi. Ces faits se déroulent en pleine guerre d'indépendance. Celle-ci terminée, on ramène l'image de la Vierge au sanctuaire d'Aránzazu, le 20 avril 1814.
Le 11 septembre 1822, le sanctuaire catholiquest attaqué par un capitaine de l'armée mettant le feu à certaines installations et causant des dégâts mineurs. La communauté religieuse abandonne temporairement le couvent et se réfugie dans la chapelle franciscaine de Bidaurreta à Oñati, emmenant la Vierge avec eux. Le 11 juin 1823, ils ramènent l'image à Arantzazu.
Les troupes libérales commandées par le Général Rodil, au cours d'une des guerres carlistes, considèrent les Frères comme des défenseurs de l'absolutisme de Ferdinand VII. Ils détruisent les installations du couvent et le sanctuaire catholiquee 18 août 1834, emprisonnant la communauté franciscaine. Assez rapidement, on réalise la construction d'installations provisoires pour héberger l'image de la Vierge et quelques rares frères qui la gardent. Le 13 décembre 1840, un ordre est dicté, dissolvant la communauté franciscaine d'Aránzazu, tout en maintenant celle de Biduarreta. La mairie d'Oñati nomme chapelain d'Arantzazu le frère Tomás de Echenagusía et l'image de la Vierge est déplacée à l'église du couvent de Bidaurreta.
Le 14 juillet 1844, le chef politique du Guipuscoa donne l'autorisation de commencer la restauration des installations d'Arantzazu et, deux ans plus tard, en octobre 1844, on termine les travaux qui seront inaugurés le 17 novembre. Dans la procession qui emmène la Vierge depuis Oñati à sa nouvelle église d'Arantzazu, plus de 10 000 personnes sont présentes.
Le 27 septembre 1878, on autorise la restauration de la communauté franciscaine. En 1879, on autorise la récolte de fonds pour mener à terme l'amélioration du chemin du sanctuaire. La nouvelle route sera inaugurée en 1881. Trois ans plus tard, le 10 août 1884, on inaugure le nouveau couvent, pratiquement cinquante années après sa destruction lors des guerres successives.
Le 13 septembre 1885 est la date choisie pour couronner la vierge d'Arantzazu, devenant le premier couronnement canonique en Pays basque. À cause d'une épidémie de choléra, le couronnement ne se fera que le 6 juin 1886.
Les installations du sanctuaire vont se compléter et, en 1892, on inaugure le retable majeur de l'église.

## LeXXesiècle, la nouvelle basilique
Le XXe siècle est celui qui a eu le plus d'impact pour l'image de la Vierge du sanctuaire. Nul doute que l'art a marqué une étape dans ce lieu, autant que dans le pays.
En 1902, on construit et inaugure l'orgue (de la prestigieuse maison d'Amezúa). L'année suivante, le sanctuaire se dote d'une centrale électrique.
Le 23 janvier 1918, on nomme la Vierge d'Arantzazu, patronne de la province du Guipuscoa. Elle avait déjà été adoptée, par la communauté franciscaine, en 1738, en tant que Patronne franciscaine de Cantabrie, qui comprenait le Pays basque, la Navarre, Santander (aujourd'hui communauté de Cantabrie) et Burgos. Cette nomination s'effectue à partir d'une pétition que la mairie avait envoyée à la députation du Guipuscoa et où l'on peut lire :
Extraits: 
Le patronat de la mère de Dieu d'Aránzazu existe de fait et véritablement au Guipuscoa depuis sa mystérieuse apparition sur les pentes abruptes d'Aloña, qui coïncida avec la pacification des bandes partisanes Oñaciennes et Gamboiniennes; avec la consolidation du régime foral, à travers les ordonnances approuvées par notre province quelques années avant les juntes générales de Mondragon, avec la succession souveraine des titres N. et L. octroyés à la même exaltation sa personnalité autonomique; et avec un phénomène matériel si effectif et patent comme fut le bienfait de la pluie, qui pendant longtemps avait manqué dans le ciel de cette comarque dévastée à la fois par les ardeurs de la sécheresse et les crimes innombrables des luttes fratricides...

### La nouvelle Basilique

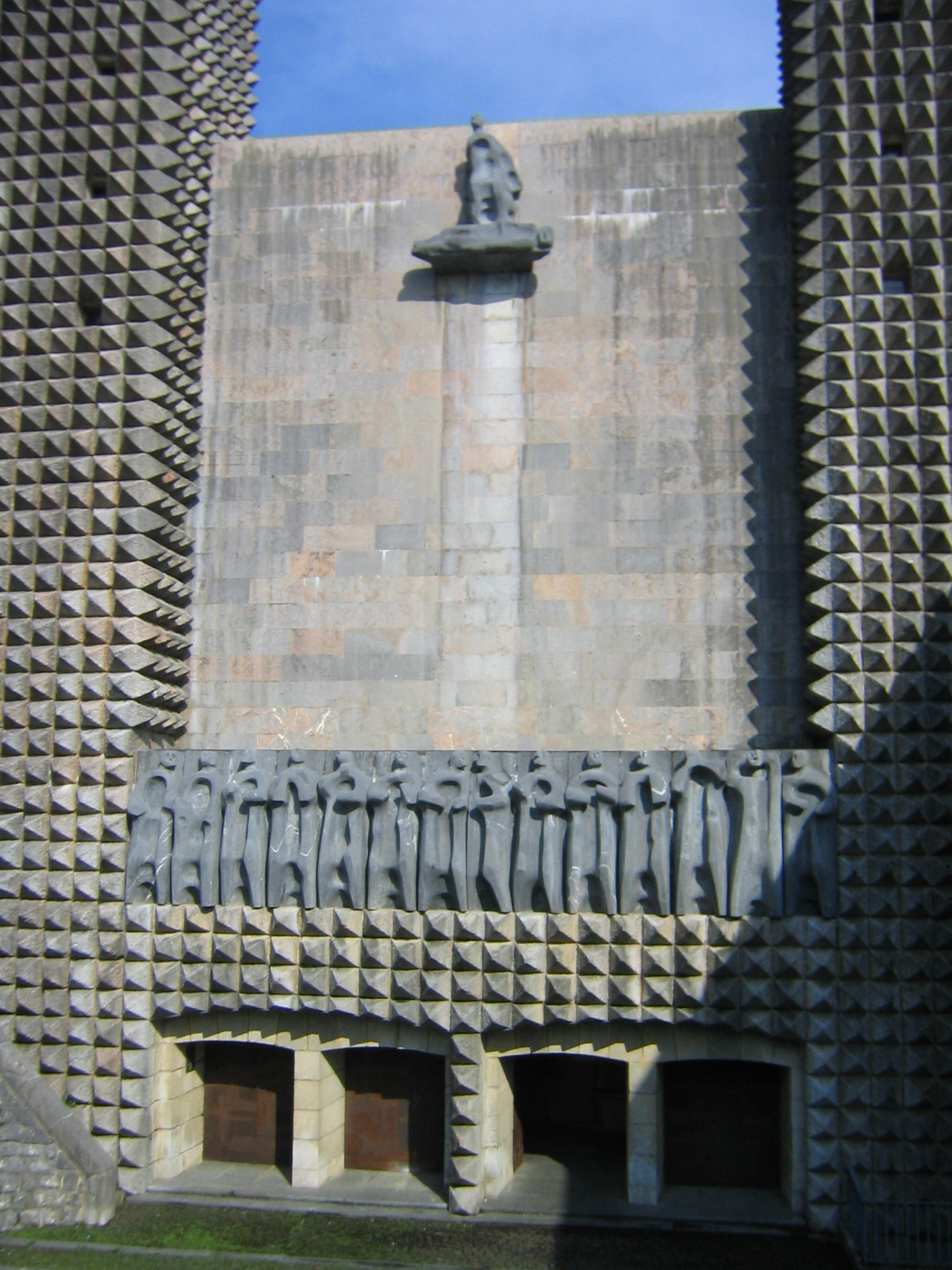
Sanctuaire d'Arantzazu façade principale.

En avril 1950, le ministre provincial des Franciscains, le Père Pablo de Lete lance l'idée de la nécessité de la construction d'une nouvelle basilique. Dans l'appel, il plaide pour une construction singulière centrée sur deux idées, l'amplitude et le relèvement artistique. Ce même mois d'avril est lancé un concours d'idées pour la réalisation du projet. Les principes sont le respect des constructions existantes et l'introduction d'une route. Quarante architectes s'inscrivent dont quatorze présentent des projets. Le projet sélectionné est celui des architectes Francisco Javier Sáenz de Oiza et Luis Laorga du collège des architectes de Madrid.
Parallèlement aux architectes, interviennent le sculpteur Jorge Oteiza pour la façade principale, le peintre Carlos Pascual de Lara pour la décoration de l'abside, le sculpteur Eduardo Chillida pour les portes d'accès principales, Frère Javier Maria de Eulate, chargé des vitraux, et le peintre Néstor Barrenetxea, qui s'occupe de la décoration des murs de la crypte.
Le 9 septembre, on pose la première pierre et, lors de la cérémonie, les architectes lauréats prononcent ces paroles :
Le projet suppose, comme partie intégrante de lui-même, la marque d'Aránzazu, avec la riche végétation et la merveilleuse exposition de la lumière et des ombres dans ses alentours rocailleux et d'impressionnants ravins. La nouvelle basilique revêtira les caractères de robustesse et de sensibilité du peuple basque. Aucune ligne féminine et académique, qui respire le salon romantique. Il sera robuste, franchement sauvage ; la tour du campanile sera parsemée de pierres taillées en pointes, symbole d'épines.
Le fait d'une construction en montagne nous a valu de rejeter des matériaux de valeur et décoratifs, mais étrangers, comme le marbre et le bronze. La richesse s'obtiendra avec l'usage de matériaux en lauses, pierre, chaux, bois, fer forgé,...
La construction incombe à l'entreprise "Hermanos Uriarte" d'Araoz et la première messe est célébrée le 20 août 1955. L'église n'est alors toujours pas terminée, seuls les murs sont construits. Le 1er juillet 1955, l'évêque de Saint-Sébastien demande à la commission diocésaine d'art sacré son opinion sur les travaux et ses aspects artistiques. La commission répond le 6 juillet que les choix artistiques ne prennent pas en compte les préceptes de la Sainte Église en matière d'art sacré:
La commission diocésaine a examiné avec soin le projet de la nouvelle basilique de Aránzazu, ayant interrogé à cet effet les artistes et les spécialistes particulièrement compétents en liturgie, architecture et arts décoratifs. Cette commission diocésaine, qui s'occupe du décor de l'Art sacré selon les directives du Saint-Siège, a le regret de ne pouvoir approuver les projets présentés. On ne discute pas les bonnes intentions des auteurs, mais on conclut qu'ils ont été égarés par des courants modernistes, ne tenant pas compte des préceptes de la Sainte Église en matière d'Art sacré. 
Carlos Pascual de Lara, qui avait gagné le concours pour le dessin de l'abside, décède durant la période où la commission diocésaine pose son veto. Un autre concours est donc organisé le 16 mars 1962. Pour celui-ci, 112 artistes se présentent, parmi lesquels 42 proposent un projet. Le vainqueur est un madrilène, Lucio Muñoz qui le réalise en cinq mois avec l'aide du sculpteur Julio López et du peintre Joaquín Ramos, en plus d'une équipe de charpentiers.
Les sculptures qui décorent la façade principale du sanctuaire restent inachevées pendant la prohibition. Il se passera plus de 15 années pour que cette œuvre soit finalisée. Oteiza supprime deux médaillons sur la façade principale et se dirige plutôt vers un ensemble de deux pièces centrées sur la partie supérieure, respectant ainsi la frise des apôtres. L'ensemble représente la Vierge douloureuse lorsqu'elle recueille le cadavre de Jésus.
Entre 1962 et 1964, la route d'accès et la grande place-parking sont terminées. À l'été 1969, à l'occasion du 500e anniversaire de l'apparition de la Vierge, on inaugure l'ensemble structurel et on consacre la nouvelle basilique. Toutefois, il reste à compléter la crypte, Nestor Barrenetxe la peint dans les années 1980, avec un ensemble de fresques très modernistes et d'un grand impact, en particulier le Christ ressuscité qui domine le haut.
Entre les années 2002 et 2005, on réalise des travaux sur l'esplanade, en construisant un édifice de services et des nouvelles installations.

### Extérieur de la basilique

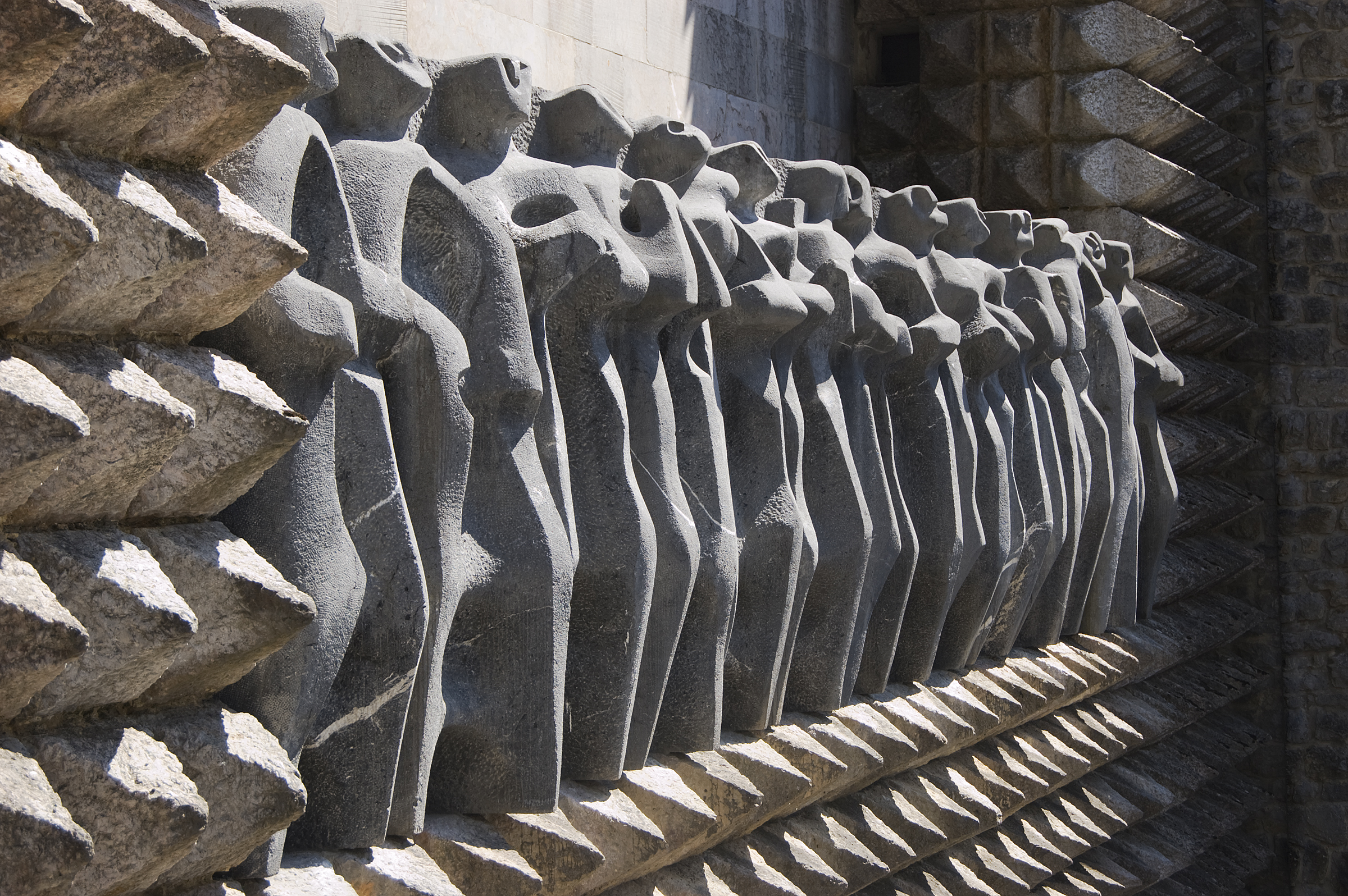
Les apôtres de Jorge Oteiza sur la façade principale.

C'est la taille en pointe de diamant qui attire le regard lorsque l'on observe la façade principale. Des trois tours qui composent l'ensemble, celle du clocher, à l'écart de quelques mètres des deux autres, est réalisée en pierres calcaires, taillées en pointe de diamant, dans une allusion claire à l'épine, d'après la légende de l'apparition.
La tour avec son clocher mesure 44 m de hauteur et est terminée par une simple croix en fer de 6 m. Les tours latérales, plus petites, entourent une façade lisse en pierre dans lesquelles s'ouvrent deux grandes portes de fer d'Eduardo Chillida. Ces portes se situent en dessous de la chaussée et de la place et on y accède par des escaliers. Les portes sont ornées de décorations géométriques asymétriques. Au niveau de la chaussée on voit un bas-relief représentant les apôtres d'Oteiza. Ils sont au nombre de 14, en pierre pesant entre 4 et 5 tonnes chacune. Ils sont alignés sur 12 m. La signification de ces apôtres est expliquée ainsi par Oteiza :
Le groupe central, au-dessus de la façade, représente une "Pieta" qui offre son fils au visiteur c'est-à-dire au pèlerin. Ce mur est vu par l'artiste comme un mur de solitude, la solitude de la mort. Le reste de l'ensemble est une série d'arcades parcourant latéralement l'église et l'abside sur l'escarpement où l'on peut apprécier les restes de la construction antérieure et la rigueur de l'œuvre.

### Intérieur de la basilique

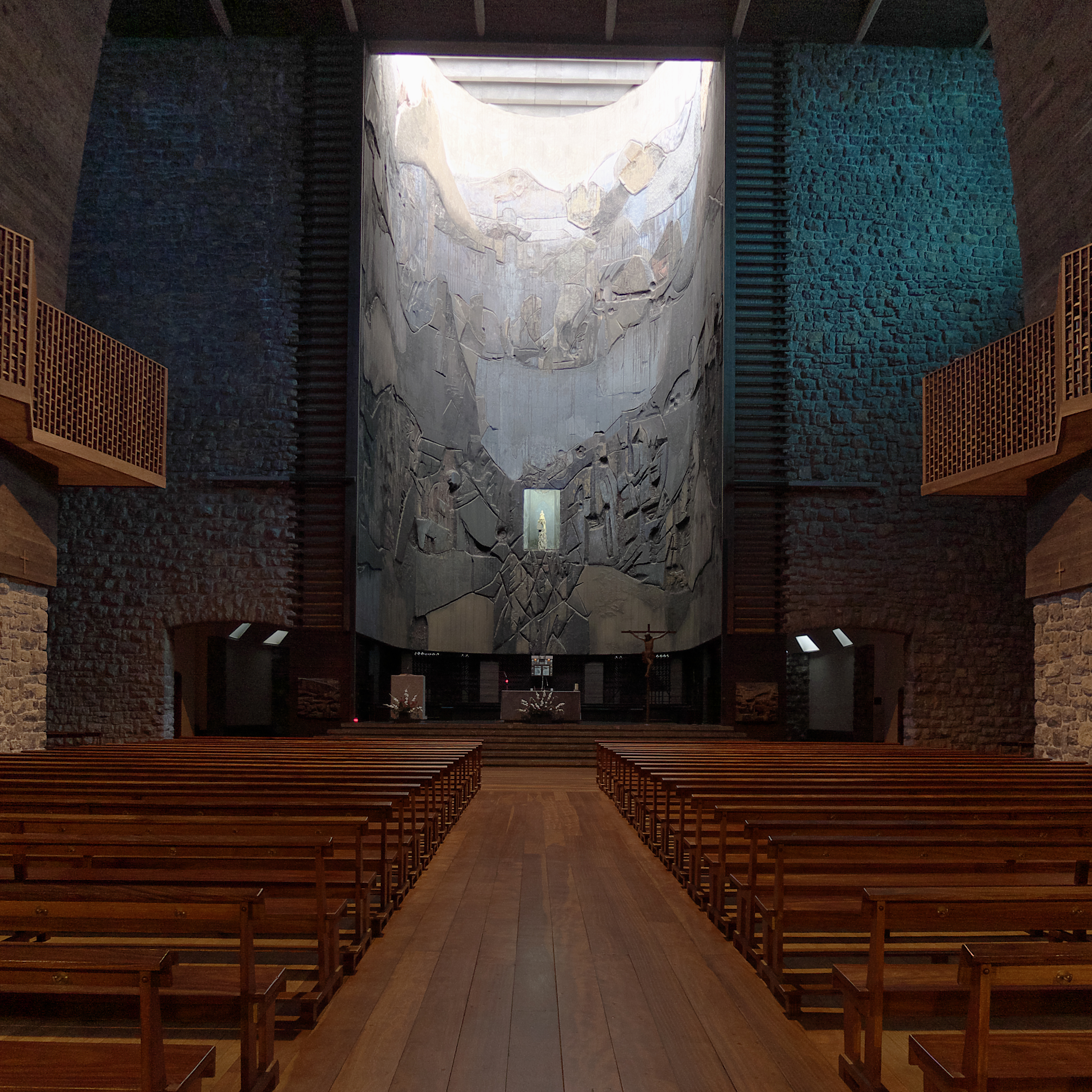
Vue générale de la nef.

Projetée pour accueillir confortablement un grand nombre de fidèles, la basilique d'Arantzazu mesure 66 mètres de long, 20 mètres de large et 20 mètres de hauteur pour une superficie de 1 200 m2. Son acoustique est exceptionnelle tout comme sa clarté et la visibilité.
Les confessionnaux sont dissimulés dans les murs latéraux sans occuper de place dans la nef centrale. Celle-ci n'a pas de colonnes qui pourraient faire de l'ombre. Le plan de la nef ressemble à un bateau. La voûte est recouverte de bois et les grandes baies ressemblent à des œils-de-bœuf. Ces baies sont munies de vitraux dessinés par le Franciscain Donostiar (habitant de Saint Sébastien) et le Frère Javier Álvarez de Eulate, et ils ont été réalisés dans la ville de Metz. Ces vitraux sont des motifs abstrai]s multicolores. La nef a un niveau de luminosité tel qu'elle invite au recueillement. Sous les chœurs, on a recherché une luminosité bien moindre pour ceux qui préfèrent un recueillement plus intime.
Dans les chœurs se trouve l'orgue dont le projet est spécialement conçu pour qu'il y'ait une acoustique optimale dans toute la basilique. Les claviers, trois manuels et un pédalier, sont situés dans le premier chœur, celui utilisé par les frères; ce chœur compte 155 sièges et possède un autel sur lequel se célèbrent les actes liturgiques de la communauté franciscaine. Le second chœur est plus élevé, offrant une impressionnante vue de la nef.

### L'abside

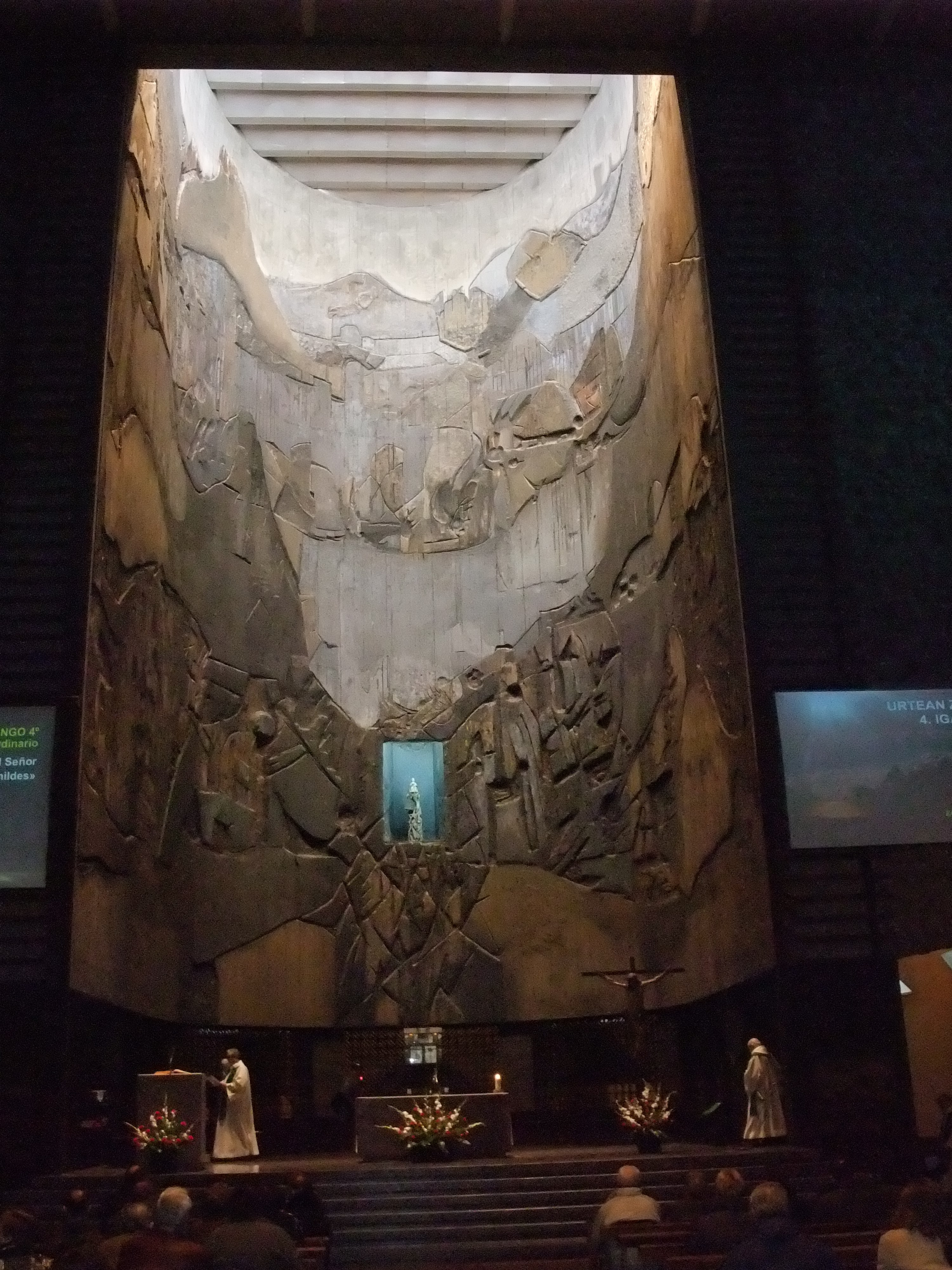
Décoration de l'abside, retable de Lucio Muñoz.

Décorée par Lucio Muñoz, l'abside de la basilique d'Arantzazu a été appelée par certains la chapelle Sixtine du XXe siècle. Avec une superficie de 600 m2, elle a été réalisée en cinq mois sans études préalables. Avec Lucio travaillèrent le sculpteur Julio López et le peintre Joaquín Ramos. Ici se détache la petite image de la Vierge au milieu d'une allégorie de la nature. Inspiré par le paysage de la région dont Lucio Muñoz confesse qu'il l'avait fort impressionné, il a dessiné une œuvre en accord avec ce paysage et la transcendance du temps, de la religiosité de ceux qui viennent visiter leur Vierge.
L'éclairage de l'ensemble de l'abside, entrant par une grande fenêtre frontale supérieure, fait se détacher la peinture et le reliquaire où se trouve l'image de la Vierge et qui est accessible via un escalier intérieur pour les pèlerins qui viennent voir celle-ci.
La partie basse du retable est peinte de couleurs ocre, opaques et sourdes en référence à l'esprit du Guipuscoa et d'Arantzazu. Dans la partie médiane, on appréciera un bloc de bois taillé en formes très pointues, toujours en référence aux épines. Sur ce bloc s'ouvre une niche qui abrite la Vierge et sur celui-ci des teintes de bleus s'estompant. Sur la droite de la niche, également des tons bleus représentant la paix qu'apporta l'apparition de la Vierge au Guipuzcoa.
L'ouvrage a été inauguré le 28 octobre 1962. Sa réalisation a nécessité 65 m3 de bois, plus de 4 tonnes de rail, 280 kg de visserie, 433 m de profilé en L d'acier et 280 kg de peinture.

### La crypte

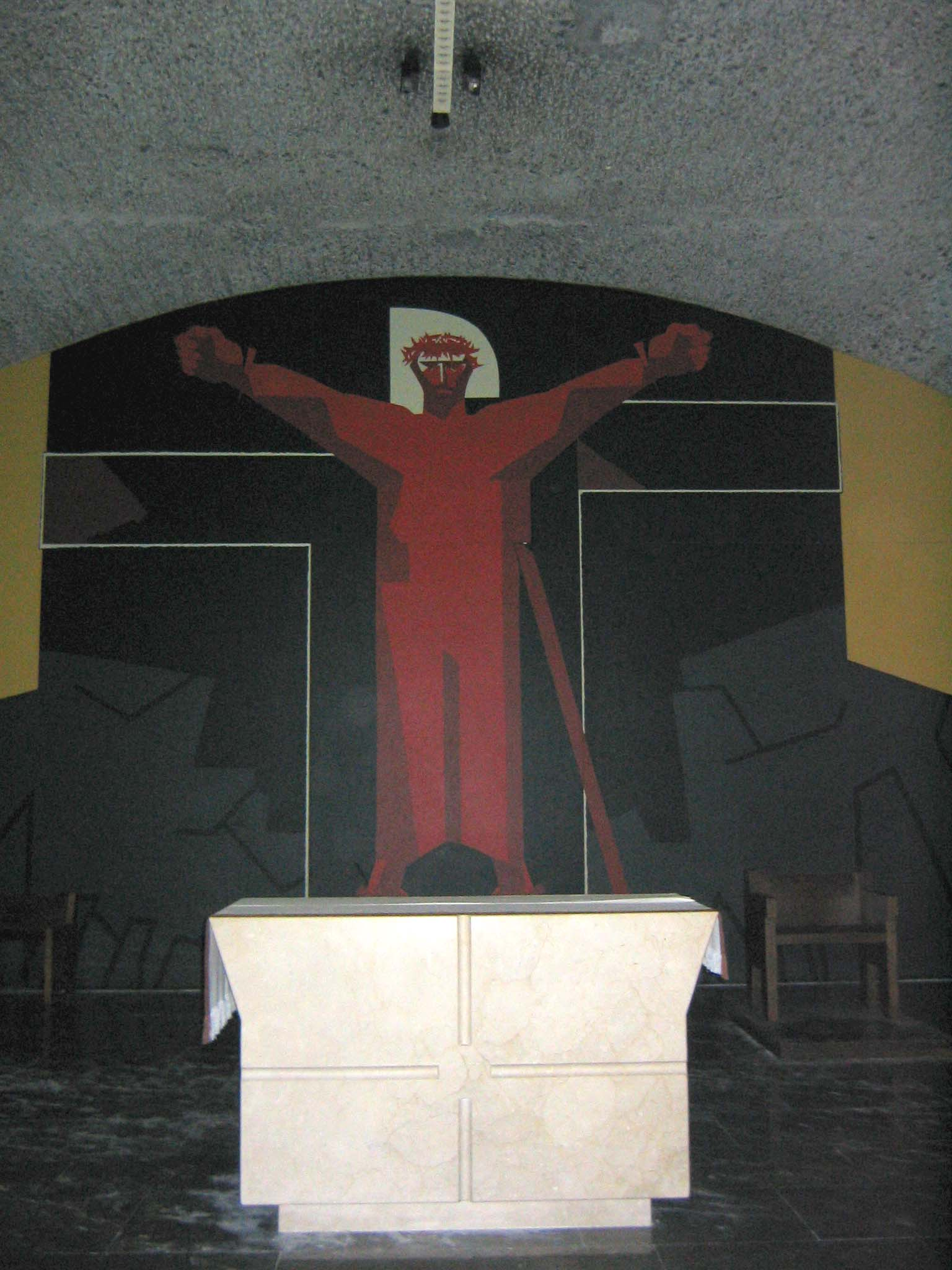
Christ ressuscité,
autel de la crypte.
Peinture de Néstor Barrenetxea.

La crypte est l'unique partie conservée du temple du XIXe siècle. Ses murs restèrent nus jusqu'aux années 1980 (début 1990) lorsque Néstor Basteretxea les décora de diverses peintures murales. Ces peintures sont d'un grand impressionnisme. Il s'en détache un grand Christ rouge. Le Christ ressuscité aux bras écartés en forme de croix.
Chaque mur a une signification. Depuis la structure de la création que l'on peut voir sur le "mur no 1" et les différentes étapes jusqu'à l'apparition de l'homme (mur no 4) devant la nature qu'il doit vaincre. Le sacrifice du Messie et de la naissance du christianisme avec la croix comme espérance salvatrice (mur no 5). Les chrétiens persécutés, martyrisés au nom du sauveur (mur no 6). La croix vit entre le monde et l'homme (mur no 7), l'homme contre l'homme enfermant la liberté (mur no 8). La menace de la destruction, du pouvoir d'anéantissement de l'homme (mur no 9). Le Christ faisant irruption face à l'agitation de l'anéantissement. Le Christ de la vie, de la résurrection, s'opposant à la mort (mur no 10 derrière l'autel). La résurrection du Christ de la vie (murs nos 11 et 12). L'harmonie et la splendeur de la Bonne Nouvelle, la vérité (murs nos 13 et 14). Saint François d'Assise recevant les stigmates (mur no 15), mourant (mur no 16)..., les plantes, le soleil, la lune, les étoiles (murs nos 17 et 18).
Lorsque le visiteur entre dans la crypte il ne peut que se recueillir devant la forte présence du Christ ressuscité qui se voit, triomphant, au fond de la demeure.

## Reconnaissance
L'œuvre de la basilique d'Arantzazu a été internationalement reconnue et a obtenu divers prix importants.
- En mai 1963 le collège d'architectes Basco-Navarrais lui a attribué le prix Juan Manuel Aizpurua.
- En 1964 on accorde à Lucio Muñoz la médaille d'or de la biennale internationale de l'art chrétien de Salzbourg (Autriche) pour la décoration de l'abside d'Aránzazu.
- Le 23 juin 1973, une partie de l'œuvre du sanctuaire, de l'abside, deux apôtres d'Oteiza et le groupe de la piété font partie des œuvres exposées au Musée d'art moderne de la Cité du Vatican.

## L'Arantzazu social
Depuis ses débuts, l'influence du couvent et de la vierge s'est largement ressentie dans le territoire et ses alentours. La réputation de la vierge miraculeuse s'est étendue sur une grande partie nord de la péninsule Ibérique et sur les territoires du Pays basque français. Les pèlerinages ont toujours été nombreux et la réponses des fidèles aux demandes d'aides, après les désastres successifs de l'histoire du sanctuaire, très positives. Il était très fréquent aux XVIIe et XVIIIe siècles que les testaments comportent un legs au bénéfice du monastère.
Les circonstances spéciales qui ont caractérisé le peuple basque, une grande foi et dévotion avec un haut degré de vocation pour entrer dans différents ordres religieux ou pour servir l'Église ainsi que l'émigration vers les terres américaines, tant comme religieux avec un objectif missionnaire que comme soldats, comme marins aussi bien qu'ouvriers, portèrent la dévotion à la Vierge d'Arantzazu aux lointaines terres. Pour cette raison il est commun de trouver des églises et couvents destinés au culte de cette vierge guipuzcoane dans ces pays latino-américains.
Le couvent d'Arantzazu s'est converti dans des foyers culturels du Pays basque. Parmi eux se sont développées des études, en dehors de leur séminaires et 1968 fut l'année où se réalisa la réunion, nommage et élévation de l'Euskara Batua (basque unifié, dit le "batua"), c'est-à-dire la normalisation et l'unification de la langue basque.
La communauté religieuse d'Arantzazu réalise plusieurs publications, aussi bien des livres que des revues. Elle garde une bibliothèque très riche et spécialement en littérature en langue basque.

## Les services religieux
En dehors des offices religieux traditionnels il en existe un qui est particulier :

Ce service est destiné aux personnes qui ressentent un besoin de parler, indépendamment de leurs croyances ou idéologies. Il se nomme Axolaz (prononcer acholass), on y garantit un maximum d'attention et de l'aide pour trouver des réponses.

### Sources et bibliographie
- (es) Cet article est partiellement ou en totalité issu de l’article de Wikipédia en espagnol intitulé « Santuario de Aránzazu » (voir la liste des auteurs).
- Frère Pedro de Anasagasti: Aránzazu. Guipuscoa: Editorial Franciscana Aránzazu, 1975.  (ISBN 84-7240-086-7)
- Frère Pedro de Anasagasti: La basílica de Aránzazu (folleto).
- Joxe Azurmendi, Joseba Intxausti, Javier Garrido, Migel Alonso Del Val: Le Sanctuaire de Arantzatzu, Fontanellato: FMR, 2007  (ISBN 978-88-216-7063-3)